# Jules de Waart
Jules Pieter de Waart (Amsterdam, 13 februari 1942) is een Nederlands voormalig politicus namens de PvdA.

## Loopbaan
De Waart studeerde fysische geografie (inclusief klimatologie), en van 1970 tot 1973 werkte hij in Zaïre en Oeganda voor een Canadese mijnbouwonderneming. Later was hij een ambtenaar bij het ministerie van Volksgezondheid en Milieuhygiëne. Van 1978 tot 1981 was De Waart Statenlid in Noord-Holland.
In juni 1981 werd De Waart lid van de Tweede Kamer. In de Tweede Kamer was hij namens de PvdA-fractie woordvoerder defensiepersoneel, alsmede gewetensbezwaren militaire dienst en vermaatschappelijking krijgsmacht. Hij bleef tot juni 1986 lid van de Tweede Kamer. In 1987 was De Waart opnieuw lid van de Provinciale Staten van Noord-Holland, en was hij lid van de gemeenteraad van Amsterdam. Zijn echtgenote is ook gemeenteraadslid in Amsterdam geweest.
In 2022 verscheen zijn boek "Geloof niet alles - klimaatverandering in de spiegels van wetenschap en politiek".
De Waart constateert dat klimaat-alarmisten en klimaatsceptici elkaars werk nauwelijks lezen, tot schade van de wetenschap, en hoopt dat dit boek een serieuze discussie zal uitlokken waarin naar elkaars argumenten wordt geluisterd.
De klimaatwetenschap begint volgens hem langzamerhand het pad van de echte wetenschap – het toetsen van theorieën en het falsificeren van hypothesen – uit het oog te verliezen. De mondiale opwarming die er sinds de industriële revolutie ongetwijfeld is geweest, blijft met 1 graad Celsius toch betrekkelijk bescheiden. Ze valt voor een groot deel binnen de natuurlijke variatie. En broeikasgassen, zoals CO2, zijn zeker niet de enige en waarschijnlijk niet de belangrijkste oorzaak van die klimaatverandering. Wel zijn we bereid om aan de bestrijding ervan met voorrang duizenden miljarden te besteden, geld dat volgens De Waart beter gebruikt kan worden om urgentere milieu- en sociale problemen op te lossen.

- Digitale Bibliotheek voor de Nederlandse Letteren: waar029
- Parlement.com: vg09llmup8vk